# Brauhausberg
Der Brauhausberg ist eine 88 m ü. NHN hohe Erhebung in der Teltower Vorstadt von Potsdam. Er ist den Ravensbergen vorgelagert und bildet den nördlichen Abschluss des Saarmunder Endmoränenbogens. Sein Name gründet sich auf eine im frühen 18. Jahrhundert auf ihm eröffnete Brauerei. Südlicher Nachbar ist der Telegrafenberg, der bis 1832 Hinterer Brauhausberg hieß. Der Brauhausberg gilt als ein uraltes Naturwahrzeichen im Urstromtal, lange bevor es die Havel gab.
Die volkmündlich euphemistische Bezeichnung „Potsdamer Tschimborasso“ verwandte als erster der Naturforscher Alexander von Humboldt für den Hügel, nach dessen Heimkehr von seinem Besteigungsversuch des südamerikanischen Originals. Besonders markant ist die weithin sichtbare Bebauung auf dem Brauhausberg mit der einstigen Kriegsschule. In der DDR-Zeit setzte sich die Kosebezeichnung „Kreml“ für diesen Komplex durch.

## Universität Potsdam
Die Universität Potsdam (UP) plant einen neuen Campus auf dem Brauhausberg, dem ehemaligen Gelände des Brandenburger Landtags. Der Campus soll durch die Hasso-Plattner-Stiftung finanziert werden und soll bis zu 6000 Studierenden Platz bieten. Die Bereiche Jura sowie Wirtschafts- und Sozialwissenschaften vom Campus Griebnitzsee sollen auf den Brauhausberg umziehen. Die Planungen seien auf zehn Jahre angelegt und das Projekt solle demnach 2035 fertiggestellt sein.
Der neue Campus ist Teil eines größeren Plans, der auch die Erweiterung des Hasso-Plattner-Instituts (HPI) am Griebnitzsee umfasst. Das Gelände am Campus Griebnitzsee soll künftig komplett vom HPI genutzt werden.

## Geschichte

### 16. Jahrhundert bis zum Beginn des 18. Jahrhunderts
Die Hänge des Berges wurden 1515 erstmals erwähnt, als dort ein Kurfürstlicher Weinberg angelegt worden war, umgeben von einem großzügigen Tiergarten. Wein wurde hier noch bis um 1700 angebaut und gekeltert.
Während des Dreißigjährigen Krieges schlugen im Jahr 1631 schwedische Soldaten unter König Gustav II. Adolf auf dem Berg ein Feldlager auf.
Der Kartograph Samuel Suchodolec vermaß 1683 das Gebiet der Teltower Vorstadt samt Hügel und stellte es erstmals in einer Karte dar.
Die Potsdamer Schützengilde richtete sich 1703 am Osthang des Berges einen Schießplatz ein und ließ sich an Ort und Stelle den Schützenkrug bauen.

### Ab 1716 bis zum Ende des 19. Jahrhunderts

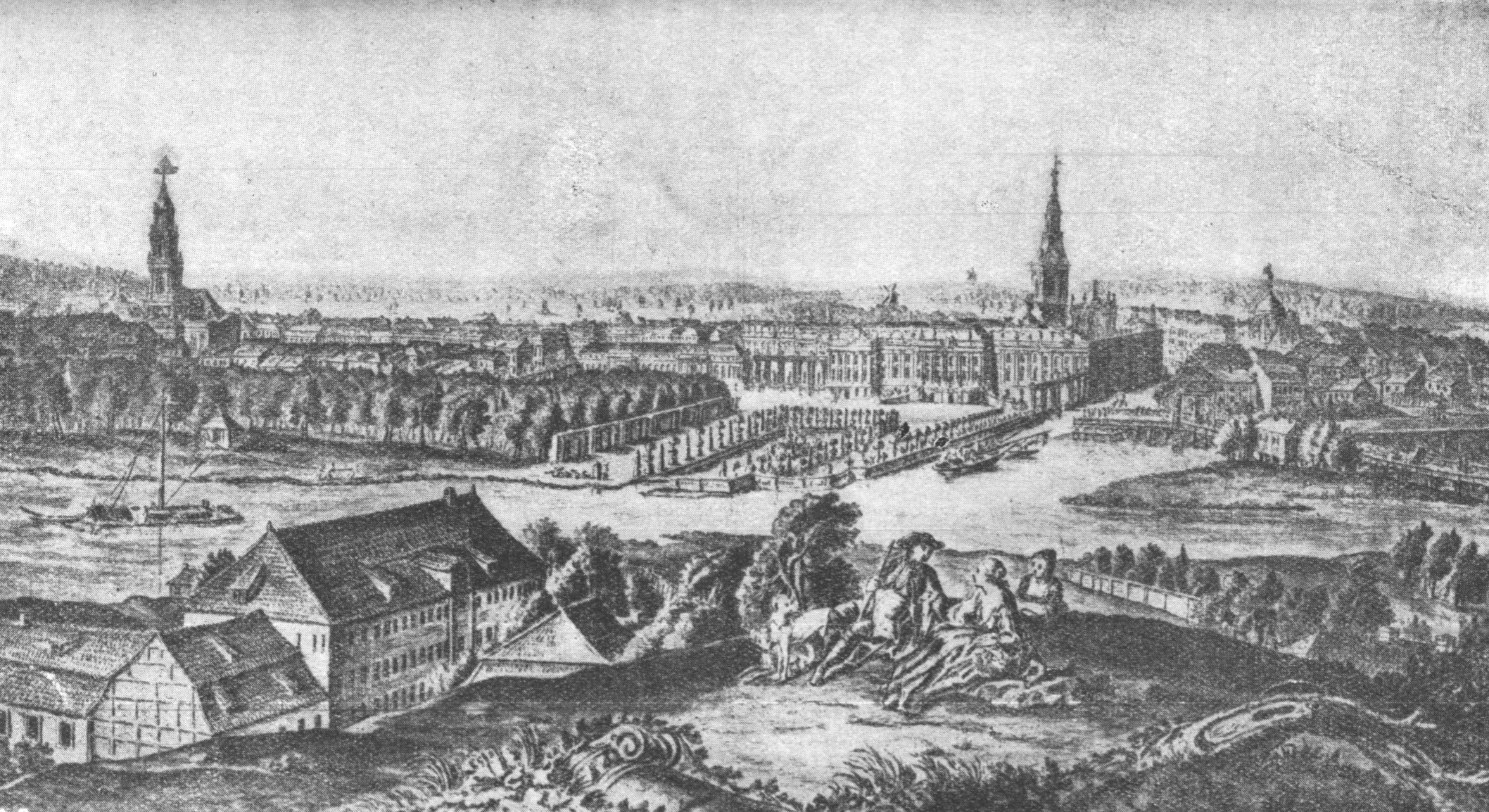
Andreas Ludwig Krüger, Premier(e) Vue du Chateau Royal et de la Ville & Lorangeri et environs Prise de la Montagne de la Brasserie, vis a vis de Sanssouci. Im Vordergrund links das königliche Brauhaus, Stich aus dem Jahr 1771.

Nach Beendigung der Weinkultivierung entstand im Jahr 1716 aus einem früheren Kornmagazin an der heutigen Leipziger Straße die königliche Bierbrauerei („Königsbrauerei“). Nun erhielt die Erhebung ihren heutigen Namen Brauhausberg. Für den An- und Abtransport ließ der König dorthin eine Landstraße anlegen, die 1804 zu einer Chaussee ausgebaut wurde.
Am Berghang wurden 1752 zwanzig Wohnhäuser bereitgestellt, die als Unterkunft für zugereiste Maurer- und Zimmermannsgesellen dienten. Die Gesellen mussten die Gebäude selbst errichten und ausbauen. Sie bildeten den Kern der späteren Siedlung um die heutige Max-Planck-Straße.

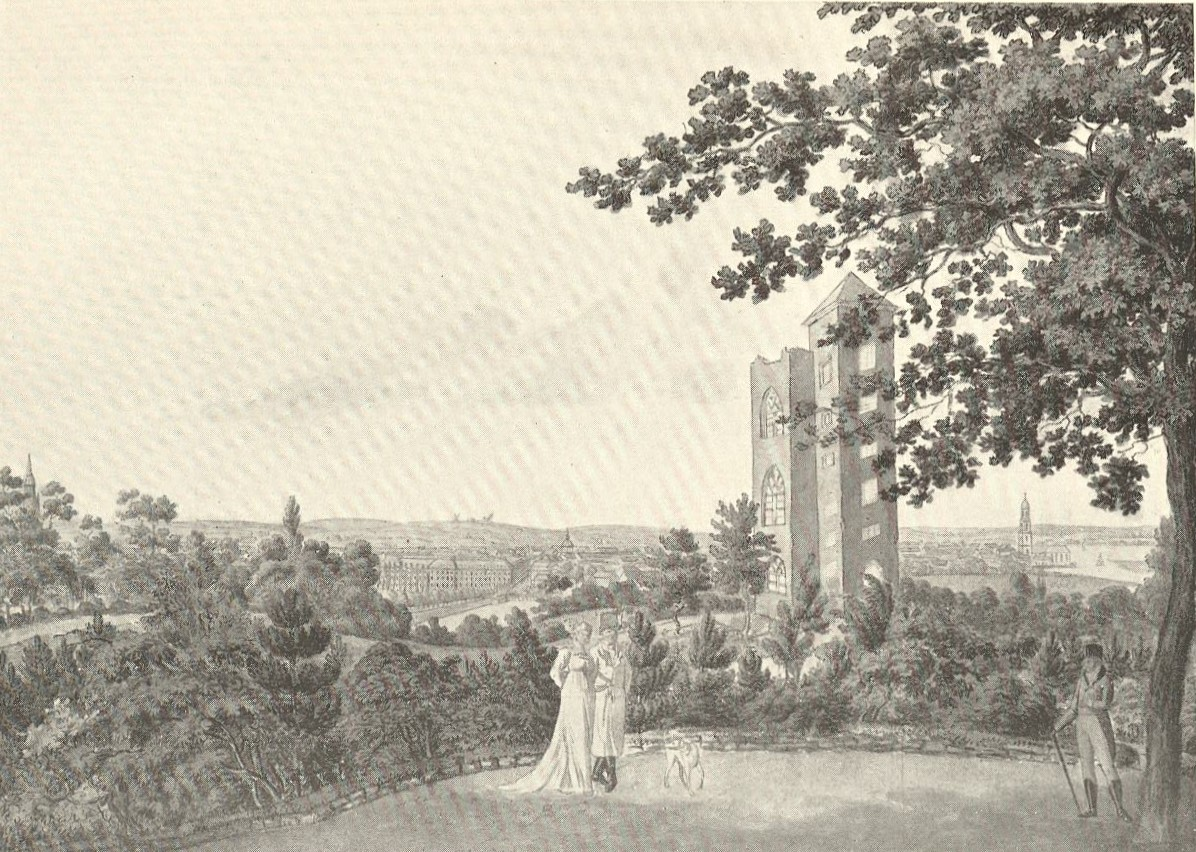
Belvedere auf dem Brauhausberg um 1810

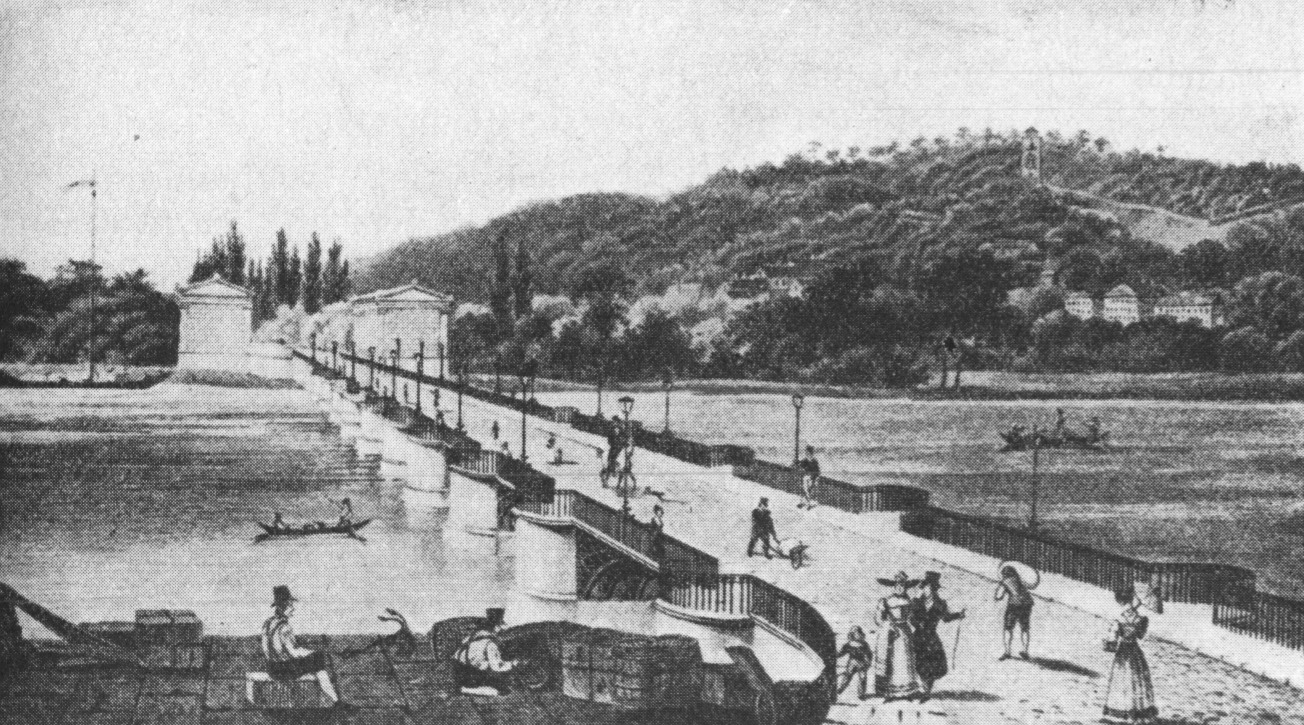
Der Brauhausberg mit Belvedere im Jahr 1829, im Vordergrund die Lange Brücke

Mit dem Belvedere auf dem Brauhausberg ließ der preußische König Friedrich Wilhelm III. 1804 auf dem Brauhausberg einen Aussichtsturm im neugotischen Stil für seine Gemahlin Königin Luise erbauen. Die Pläne stammten vom Baumeister Andreas Ludwig Krüger.
In der Zeit von Napoleons Eroberungsfeldzügen errichteten Bürger und Landsturmleute auf dem Brauhausberg das Zentrum einer Schanzenanlage, die Teile der Teltower Vorstadt umfasste. Kämpfe aus dieser Gegend sind nicht überliefert.
Ein gutes Jahrhundert nach der Königsbrauerei ließen sich die Braumeister Adelung und Hoffmann ganz in der Nähe eine eigene Brauerei errichten und erzeugten ab 1829 die Biersorte Potsdamer Stangenbier. Familie Hoffmann erwarb darüber hinaus das Kolonistenhaus Nummer 2 in der damaligen Schützenstraße und ließ es zu einer Ausflugsgaststätte umbauen. Unter dem Namen Wackermannshöhe wurde sie 1851 eröffnet und die Besucher erhielten hier das frisch gezapfte Stange-Bier.
Nun entstanden immer neue Wohngebäude am Brauhausberg, auch ein Pavillon im Stil eines antiken Tempels wurde 1873 eingeweiht.

### 20. Jahrhundert bis 1990

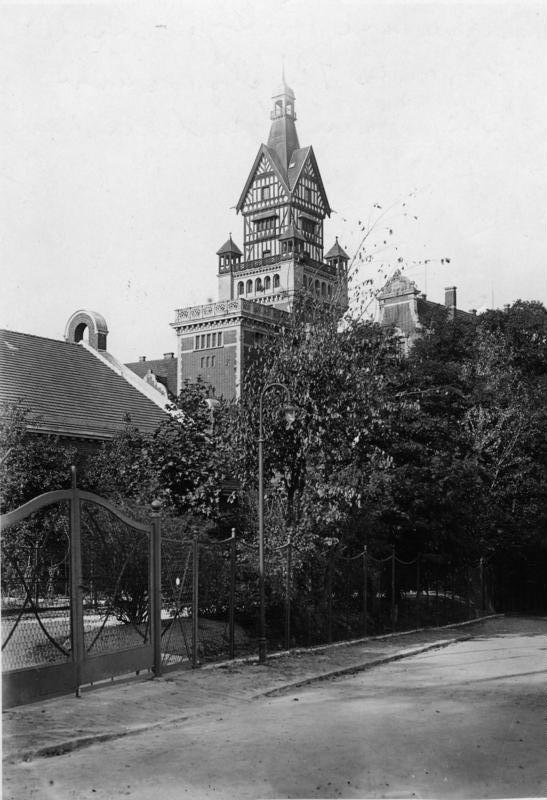
Reichs- und Heeresarchiv, 1929, mit dem originalen, neogotischen Turm

Um das Belvedere herum wurde von 1899 bis 1902 nach Plänen von Franz Schwechten die neue Kriegsschule (später Reichsarchiv, SED-Bezirksleitung und Landtag) erbaut.
Bald machte sich die Anlage einer Umgehungsstraße der inzwischen ausgedehnten Besiedlung des Gebietes um den Brauhausberg erforderlich, die 1927 begonnen wurde. Hinzu kam die Verlegung einer Straßenbahnlinie zum Potsdamer Zentrum (1930). Bis 1935 entstand eine weitere Neubausiedlung um den Schützenplatz und ein Kino nach Entwürfen von Heinrich Laurenz Dietz mit 700 Plätzen (Bergtheater, 1940) nahm seinen Spielbetrieb auf.
1936 wurde der neogotische Turm mit Fachwerkaufsatz und Erkern des damaligen Reichs- und Heeresarchivs um 14 Meter gekappt. Die Zerstörung der Potsdamer Landmarke geschah auf Anordnung des nationalsozialistischen Oberbürgermeisters von Potsdam und Brauhausbergbewohners Hans Friedrichs.
Am Ende des Zweiten Weltkriegs wurden große Teile der Bebauung am Brauhausberg ein Opfer von Bombenangriffen, das Reichsarchiv büßte dabei mehr als die Hälfte seiner Bestände ein. Bereits im Jahr 1946 hatte die neue Stadtverwaltung in Abstimmung mit der sowjetischen Besatzungsmacht den Bau eines Denkmals für die Opfer des Faschismus an diesem Berg beschlossen, für das am 27. Oktober 1946 der Grundstein gelegt, das jedoch nie fertiggestellt wurde.
Gegen 1950 begann die großflächige Enttrümmerung und anschließend eine provisorische Wiederherstellung der beschädigten Teile des Schulkomplexes. Es wurde bis zum politischen Umbruch in der DDR zur Zentralverwaltung der SED-Kreisleitung Potsdam. Große Teile des Berges blieben jedoch brach liegen und in den 1960er-Jahren wurde umfangreich nach Blindgängern und anderen Kriegshinterlassenschaften gesucht.
1968 nahm auf einem größeren Platz am Brauhausberg eine Anlage für die Zerkleinerung der Ruinenteile der Potsdamer Garnisonkirche ihren Betrieb auf.
1969–1971 wurde am nördlichen Brauhaushang eine Schwimmhalle gebaut, die 2017 durch ein Sport- und Freizeitbad ersetzt wurde. Im November 1977 eröffnete direkt daneben das Terrasserestaurant Minsk, das in den 2020er Jahren zum Kunstmuseum Das Minsk umgebaut wurde.

### 1991 bis 21. Jahrhundert
In den denkmalgeschützten Gebäudekomplex der Kriegsschule auf dem Brauhausberg zog nach Umbauarbeiten 1991 der Landtag Brandenburg ein und hatte dort bis zu seinem Umzug in das Potsdamer Stadtschloss 2013/14 seinen Sitz.
Für das gesamte Gebiet hatte die Potsdamer Stadtverwaltung um 2001 einen Gestaltplan entwickelt, der später als Anteil auch in den Masterplan 2010 mit einging und den Verkauf etlicher Grundstücke am Berg und eine umfangreiche Bebauung vorsahen. Der Verein Pro Brauhausberg, als Bürgerinitiative gegründet, um die Entwicklung des Bereiches bürgerfreundlich mitgestalten zu können, forderte die Freiflächen am Brauhausberg „wieder zu einem gestalteten Landschaftsraum mit einzelnen prägnanten Bauten zu entwickeln, die einen öffentlichen, gesamtstädtischen Nutzen haben“ und entwickelte dazu auch eigene Ideen, die mit in das Verfahren eingingen.
2017 eröffnete am Fuße des Brauhausbergs an der Leipziger Straße das Sport- und Freizeitbad Blu. Im Folgejahr wurde dafür dann die alte Schwimmhalle abgerissen.
2019 erwarb die Hasso Plattner Foundation des Potsdamer Mäzens Hasso Plattner Grundstück und Gebäude, um dort das Museum Das Minsk einzurichten. Die beiden Hauptgeschosse des Gebäudes von insgesamt 900 Quadratmetern wurden zu modernen Ausstellungsräumen umgebaut und sollen primär zur Ausstellung von DDR-Kunst, besonders Malereien, genutzt werden. Im Obergeschoss gibt es ein Café mit Außenterrasse. Das Museum eröffnete im September 2022.
Westlich des Museums, im Wesentlichen auf dem Gelände der 2018 abgerissenen Schwimmhalle, soll nach Plänen von Stiftung und der Stadt Potsdam ein neues Wohnquartier mit 120 Mietwohnungen entstehen. Das Gebiet nördlich des Museums wurde bis vor das Hallenbad zu einem terrassierten Stadtplatz umgebaut.
Für die ehemalige Kriegsschule bestehen Planungen (Stand 2021), die den Umbau zu Luxuswohnungen einschließlich einer Rekonstruktion des neogotischen Turmes vorsehen. Im August 2023 brach über dem ehemaligen Plenarsaal ein Feuer aus, zerstörte diesen völlig und brachte den Dachstuhl zum Einsturz. Die Statik des verbleibenden Gebäudes muss einer kompletten Prüfung unterzogen werden. Ermittlungen der Polizei ergaben als Brandursache mit hoher Wahrscheinlichkeit Brandstiftung. Die Stadt Potsdam versuchte daher im Anschluss den Eigentümer des Grundstückes zu einer besseren Sicherung des Geländes vor Unbefugten zu bewegen. Im Frühjahr 2024 diente das brandgeschädigte Areal dem Studio Babelsberg als Filmkulisse.
2025 gaben die Universität Potsdam (UP) und das Hasso-Plattner-Institut (HPI) bekannt den Brauhausberg für einen neuen Campus der UP bis 2035 auszubauen. Die Fakultäten des Campus Griebnitzsee der UP sollen mit Platz für bis zu 6000 Studierenden auf den neuen Campus am Brauhausberg umziehen, während das HPI das Gelände am Griebnitzsee bezieht.

## Die Brauerei
Für die Lagerung des in der Königsbrauerei hergestellten Bieres wurden Stollen in den Berg getrieben, die noch zu sehen sind. In diesen wurden im Winter Eisschollen aus der nahe gelegenen Havel eingelagert, um mit diesem Natureis im Sommer eine ausreichende Kühlung des Gerstensaftes zu gewährleisten. Aus dem Königlichen Brauhaus entwickelte sich die Brauerei Adelung & Hoffmann. In der ersten Hälfte des 19. Jahrhunderts wurde der ursprüngliche Standort an der westlichen Seite der Leipziger Straße aufgegeben und der Braubetrieb auf die gegenüberliegende Straßenseite verlegt wurde. In den 1880er-Jahren entstanden an der damaligen Schützenstraße 9–12 (heute ungefähr. Max-Planck-Straße 13) weitere Gebäude, zu denen auch das Restaurant Wackermannshöhe gehörte. Um 1920 wurde die Brauerei stillgelegt  und die Gebäude anderweitig genutzt. Die Gebäude in der Leipziger Straße sind noch vorhanden, ebenso wie ein Teil der Lagerkeller, die als Fledermausquartier genutzt werden.
Eine weitere Brauerei, befand sich in der damaligen Luckenwalder Straße 17 (heute Albert-Einstein-Straße 1–7) und wurde von den Gebrüdern Hoffmann geführt. Im Jahr 1896 erfolgte die Übernahme durch die Vereinsbrauerei Rixdorf, wonach sie später in Kindl-Brauerei Abteilung 2 umbenannt wurde. Diese Brauerei blieb bis in die 1990er-Jahre in Betrieb, bevor sie schließlich durch eine moderne Brauanlage im Industriegelände Rehbrücke ersetzt wurde.

## Film
- Der Brauhausberg in Potsdam. Potsdams Hügel der Macht. Dokumentarfilm, Deutschland, 2020, 44:29 Min., Buch und Regie: Julia Baumgärtel und Attila Weidemann, Produktion: Weideglück TV, rbb, Reihe: Geheimnisvolle Orte, Erstsendung: 6. Oktober 2020 bei rbb, Inhaltsangabe. U.a. mit dem Militärhistoriker Winfried Heinemann, dem Potsdamer Museologen und Historiker Thomas Wernicke und dem Anwohner und Pro-Brauhausberg-e.V.-Vorsitzenden Thomas Hintze.